# Mollie Fly

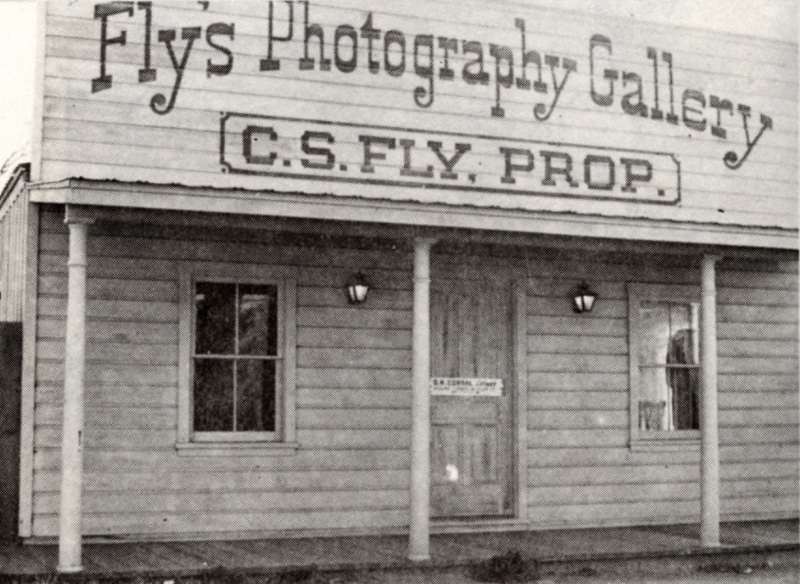
Fly's Photography Gallery (před rokem 1912). V Tombstone dnes (2020) existuje moderní rekonstrukce.

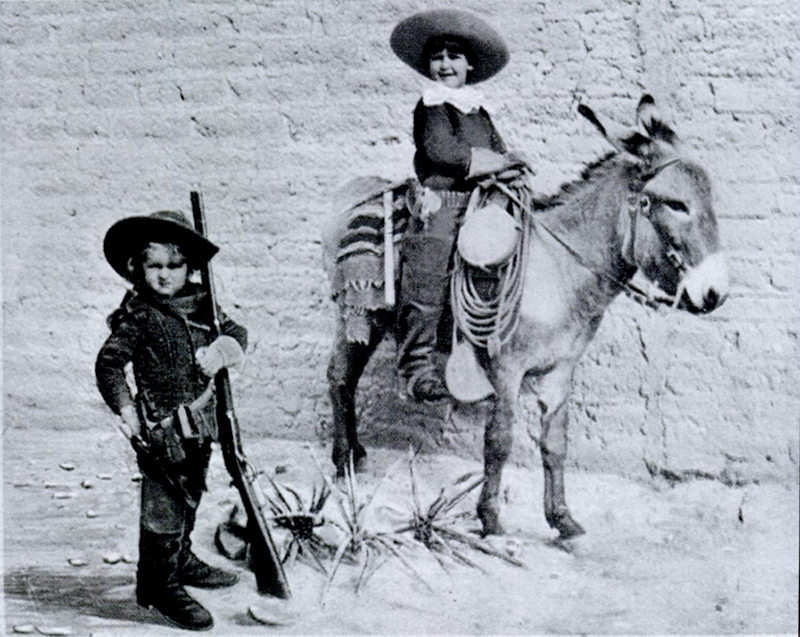
Arizona Prospectors, Tombstone, fotografická pohlednice s titulkem, (před rokem 1912). Vzácný příklad autorčiny práce.

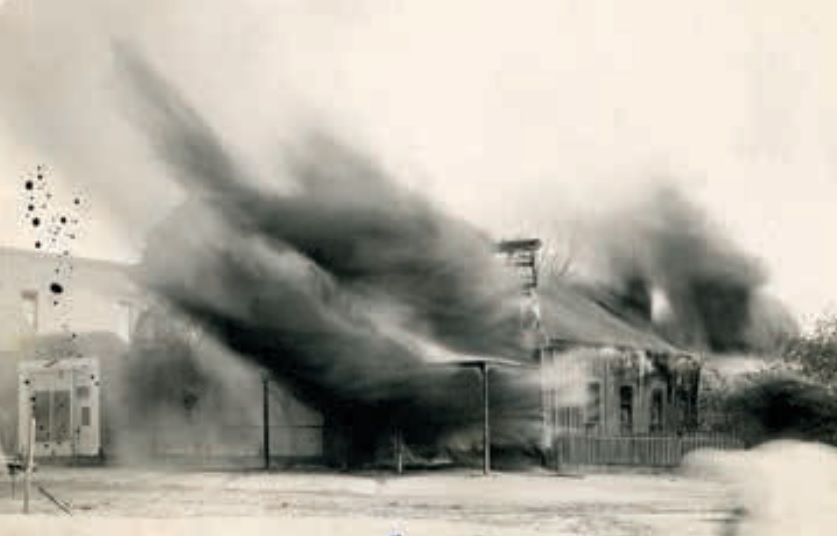
Fotografické studio Fly shořelo do základů v červenci 1915. Foto: Mollie Fly.

Mary Edith „Mollie“ Fly (1847–1925) byla americká fotografka aktivní na konci 19. a počátku 20. století, která spolu se svým manželem, fotografem C. S. Flyem, založila a řídila Fly's Photography Gallery v Tombstone v Arizoně. Fotografické studio provozovala ještě deset let po jeho smrti. V tomto období bylo profesionálních fotografek velmi málo a její příspěvky byly oceněny teprve v roce 1989, kdy byla uvedena do síně slávy žen Arizona Women's Hall of Fame v Arizoně.

## Životopis
Mary Edith McKie, známá jako Mollie, se narodila v roce 1847 a se svou rodinou se přistěhovala do San Franciska koncem padesátých let 19. století. O jejím raném životě není známo nic dalšího a nic se neví o tom, jaké absolvovala fotografické studium.
Provdala se dvakrát, nejprve za muže jménem Samuel D. Goodrich, s nímž se po dvou letech rozvedla. V roce 1879 se provdala za fotografa Camilla Sidneyho „Bucka“ Flye v San Francisku; později adoptovali dceru Kitty.

## Fotografická kariéra
Umělecký pár se v roce 1879 přestěhoval do prosperujícího města Tombstone na arizonském území a založil tam fotografické studio. Zpočátku bylo umístěno ve stanu, ale do poloviny roku 1880 postavili 12-pokojový penzion na adrese Fremont St. 312, s fotografickou galerií v zadní části areálu. V roce 1881 proběhla nedaleko studia slavná přestřelka u O. K. Corralu, přičemž její účastník Ike Clanton během boje uprchnul přes penzion.
Buck byl často pryč na fotografických expedicích a během jeho nepřítomnosti Fly provozovala jak penzion, tak Fly's Photography Gallery a fotografovala studiové portréty za 35 centů za kus. Není známo, kolik fotografií pořídila a jaké konkrétně, protože téměř všechny známé snímky z Fly's Photography Gallery jsou připsány jejímu manželovi. Je jí připisováno několik dochovaných pohlednic pouličních scén.
Buck se stal velmi závislým na alkoholu a Fly se od něj v roce 1887 na čas oddělila. Na konci 80. let 19. století Tombstone trpěl klesající ekonomikou, takže v roce 1893 se manželé přestěhovali do Phoenixu v Arizoně, kde otevřeli nové fotografické studio. Tento obchod však selhal a o rok později se vrátili do Tombstone.
Manželé se na konci 90. let 19. století znovu oddělily, a tehdy Buck otevřel studio v „měděném městě“ Bisbee v Arizoně. Zde Flyovi postihl první ze dvou požárů, které zničily velkou část jejich sbírky skleněných negativů; v tomto případě byly ztracené negativy uloženy ve skladu společnosti Phelps Dodge Mercantile Company.
Zatímco Buck byl v Bisbee, Fly provozovala studio Tombstone sama a pokračovala v tom ještě dalších deset let po Buckově smrti v Bisbee v roce 1901. V roce 1905 vydala sbírku Buckových fotografií s názvem Scenes in Geronimo’s Camp: The Apache Outlaw and Murderer.
Mollie Fly odešla do důchodu v roce 1912 a o tři roky později požár spálil studio až po základy. Přestěhovala se do Los Angeles, kde zemřela v roce 1925. Mnoho negativů manželů Flyových bylo při těchto dvou požárech zničeno, ale Mollie darovala svou dochovanou sbírku fotografických negativů Smithsonian Institution ve Washingtonu.

## V populární kultuře
- Fly je postava románu Romaina Wilhelmsena z roku 1999 Buckskin and Satin.
- Fly je postava v románu Margaret Mater z roku 2009 What Might Have Been.

## Galerie

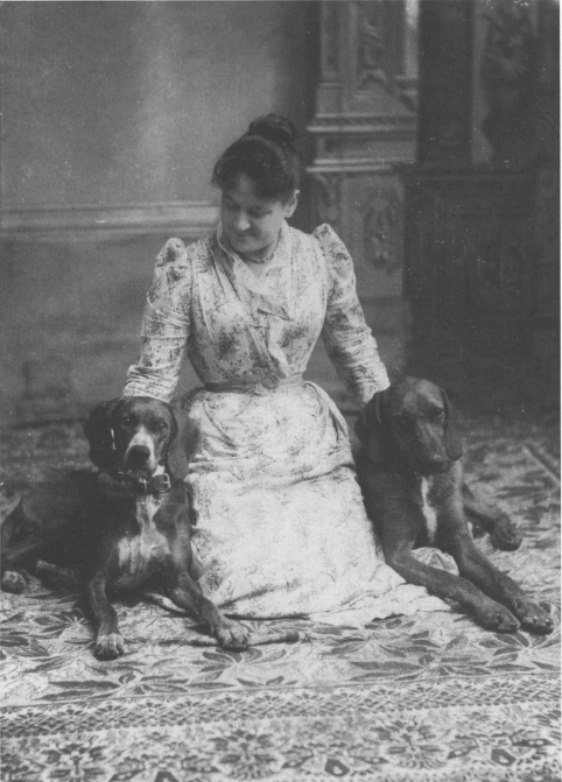
Mollie Fly se psy
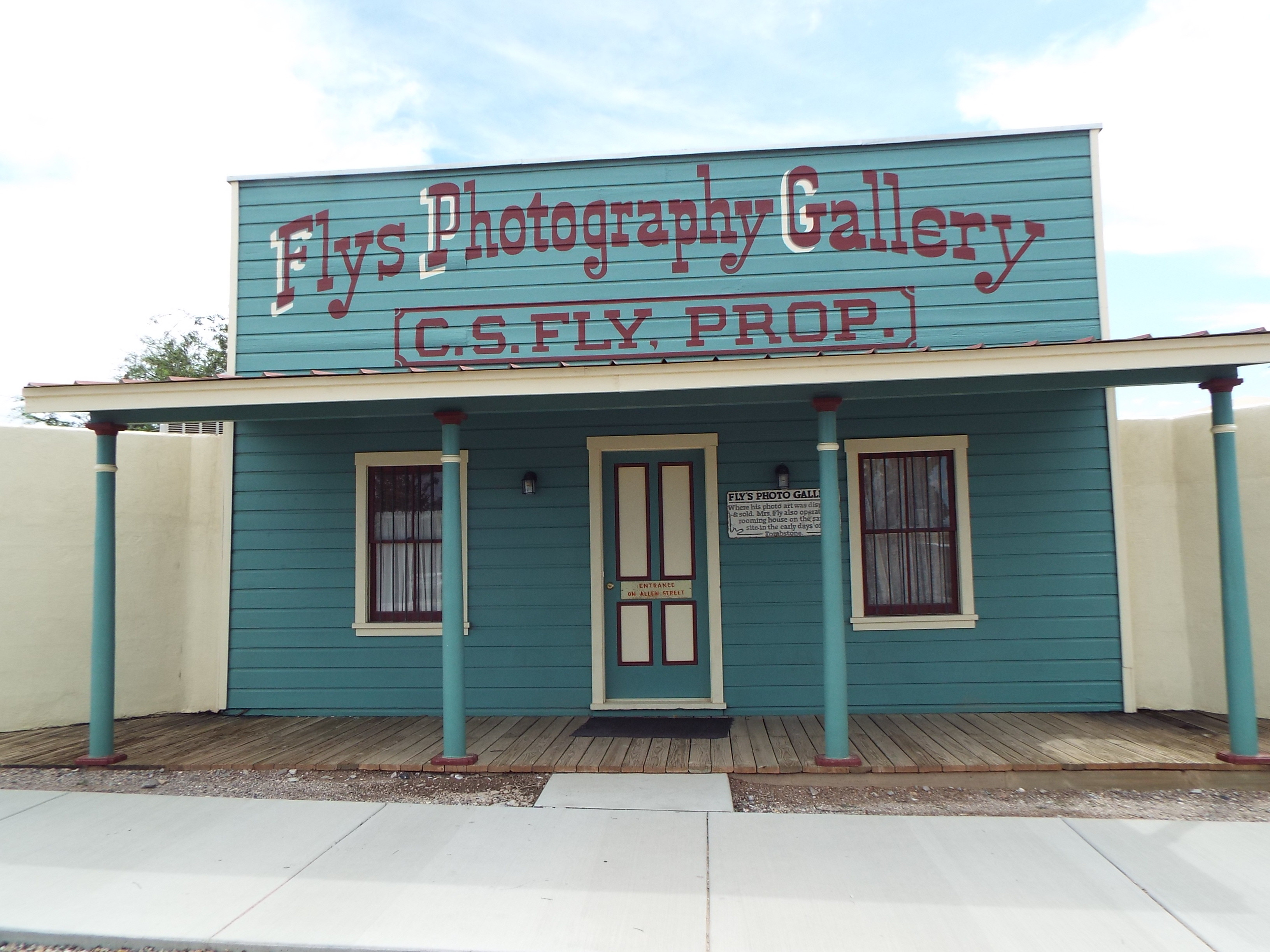
Moderní rekonstrukce fotografického ateliéru v Tombstone